# Michael (Mike) Hogan
Michael "Mike" Gerard Hogan (Moyross, 29 de abril de 1973) é o baixista da banda irlandesa de rock alternativo The Cranberries. 
Mike Hogan é o irmão mais novo de Noel Hogan, guitarrista da mesma banda. Estudou Eletrônica na YTS (Youth Training Scheme). É fã do Guinness Book.
Participa do mesmo projeto solo do irmão, a Monoband. Como todos os membros da banda, também gosta de The Smiths. 
Em 6 de julho de 1998, casou-se com Siobhan O’Connor, com quem tem um filho, Jamie Patrick Hogan, nascido em 8 de outubro de 2001.